# Нова Єгорівка
Нова Єгорівка — колишнє село в Україні, в Зміївському районі Харківської області .

## Історія
В результаті будівництва Зміївської ТЕС село Єгорівка було перенесено, а територія самого села затоплена за потреби розширення озера Лиман. Наразі є частиної села Лиман.

## Географічне положення
Село знаходилося на сході від села Лиман.